# ژان (نوادا)
ژان، نوادا (به انگلیسی: Jean, Nevada) یک محدوده ثبت‌نشده در ایالات متحده آمریکا است که در شهرستان کلارک ایالت نوادا واقع شده‌است.

## خصوصیات
ژان ۸۶۵٫۹۵ متر بالاتر از سطح دریا واقع شده‌است.